# 알리투스 전투
알리투스 전투(러시아어: Сражение за Алитус 스라제니예 자 알리투스[*])는 제2차 세계 대전 당시 발트 작전의 일부로 리투아니아의 알리투스에서 일어난 전투이다. 이 전투에서 나치 독일이 승리하여 리투아니아 지역을 완전 점령하게 된다. 이 전투는 독소 전쟁 초기 브로디 전차전과 함께 대규모 전차전에 속한다.

## 배경과 편제
독일 측은 한스 폰 풍크 지휘 하의 제7기갑사단과 호르스트 슈툼프 지휘 하의 제20기갑사단의 총 전차 500대가 있었으며, 소련 측은 표도르 표도로프가 지휘하는 북서전선군 제11군 제5기갑사단으로 1940년 기준 적군 최대의 기갑부대였고 전차 268대, 장갑차 76대로 무장했지만 실질 운용 가능 병력은 이보다 더 적었다.
헤르만 호트 지휘 하의 제3기갑군(전차 2개군집단과 2개 사단 등 총 4개 사단, 3개 차량화보병사단, 4개 보병사단으로 구성)은 네만강을 도하하여 가능한 한 빠르게 소련 서부전선군 후방으로 기동하기 위해 빌뉴스 방향으로 리투아니아에 공세를 펼쳤다. 당시 독일군의 주요 공세 경로는 다음과 같다.
- 제57기갑군단(선봉대-제12기갑사단)은 메르키네 방향으로 진격한다.
- 제39기갑군단(선봉대-제7, 제20기갑사단)은 알리투스 방향으로 진격한다.
- 제5군단(2개 보병사단)은 메르키네와 알리투스 사이로 진격한다.
- 제6군단(2개 보병사단)은 프리에나이 방향으로 알리투스 북쪽 네만강을 향해 진격한다.

알리투스 방면의 독일군은 소련 제128보병사단과 제126, 제23보병사단 부대, 국경 전초기지 방어부대, 알리투스 요새화지역의 요새공병대의 저항을 받았다. 또한 소련 제3기계화군단 제5전차사단이 알리투스 지역에 주둔했다. 국경에서 좀 더 떨어진 바레나에서는 제29 리투아니아 주둔군단(군단 사령부 및 포병연대, 제184소총병사단 편제)이 주둔했다.

## 전개
6월 22일 이른 아침 포병과 항공기의 폭격 이후 알리투스 방향의 소련군은 제39전차사단의 2개 전차사단과 제5군단의 2개 보병사단 공격을 받았다. 소련 제128소총병사단은 초전에서 완전히 파괴되어 부대가 해체되었으며, 사령관인 알렉산드르 조토프 소장은 포로로 잡혔다. 사단 내 잔존병은 네만강을 도하해 다우가바강 서부까지 집단으로 흩어졌다. 독일 보병사단은 네만강 서안에 남아 소련군 잔존 부대와 교전했다(6월 23일 두 군단 모두 제9군 지휘 하로 재배치되었다) 한편 독일 제39기갑군단의 2개 전차사단은 알리투스를 향해 진격해 강을 도하하는 두 다리를 모두 점령하러 시도했다.
6월 22일 정오 무렵 알리투스 지역에서 독일 국방군의 전차사단과 소련 제5기갑사단 선봉대 부대와의 교전이 시작되었다. 볼프람 폰 리히트호펜 남작 지휘 하의 제8항공군단 지원으로 이루어진 항공 폭격과 포격으로 소련군의 방어 진지를 제압한 후 2개 다리를 모두 제압하고 네만강 동안으로 돌파하는 데 성공했다. NKVD 부대(3개 다리는 모두 NKVD 제9보병사단 제84연대 제7중대 수비대가 경비했으며 총 63명, 다리당 군인 21명이 지킴)와 교량 보호 임무를 맡은 철거 공병부대는 아무 것도 할 수 없었다. 네만강 동안에서는 소련 제5전차사단의 주력부대가 참전했고 이들의 저항으로 독일 전차병은 알리투스로 돌아갔다. 알리투스 내 전투는 6월 22일 밤까지 이어졌다.
6월 23일 아침 소련 제5기갑사단의 주력 부대는 네만강 동안에서 기동한 독일 제39기갑군단의 2개 전차사단에게 포위되었다. 압도적인 화력의 적군의 압력을 받아 오전 8~9시경 거의 모든 탄약과 연료를 소진한 소련 전차부대는 빌뉴스 방향으로 후퇴해 적을 저지했다.

## 피해
알리투스 전투에서 일어난 양 측의 사상자는 정확히 알려져 있지 않다. 미체마에 따르면 독일 제7기갑사단 제25전차연대는 전력의 절반 이상을 잃었다. 또한 소련 제5전차사단은 거의 대부분이 파괴되어 사단 자체가 공중분해되었다.
호트 장군은 소련 전차 70대를 격파했다고 보고했다. 또한 독일군의 손실은 전차 11대에 달했다고 기록했다. 하지만 전장을 독일군이 금방 훑고 지나갔기 때문에 호트는 복구할 수 없는 손실, 즉 수리할 수 없는 전차만 손실에 기록했다고 추정된다.

## 결과
알리투스 전투에서 독일군이 승리하며 소련 서부전선군 후방으로 빌뉴스를 향해 가는 길이 열렸다. 또한 이 전투에서 밀려난 소련 제5기갑사단은 6월 23일 오후 빌뉴스 남부와 서남부 외곽에서 독일군과 교전했으며 이 시기 심각한 피해를 입었다. 잔존 병력은 벨라루스 남부로 후퇴했고 6월 24일 말라제치나 지역에서 서부 전선군 제13군의 지휘 하에 들어갔다. 이 때 사단 내 남은 장비는 전차 15대, 장갑차 20대, 대포 9문 뿐이었다.
6월 25일 소련 제5기갑사단 분견대가 아시먀니 지역에서 반격했다. 나중에 이 잔존 병력은 바리사우을 거쳐 재편성을 위해 칼루가로 이동했다.

## 같이 보기
- 제2차 세계 대전 기간 나치 독일의 리투아니아 점령

## 참고 문헌
- (러시아어) Егоров Д. Н. Июнь 41-го. Разгром Западного фронта. — М.: Яуза. Эксмо. 2008. ISBN 978-5-699-27810-7